# Weissia inoperculata
Weissia inoperculata là một loài Rêu trong họ Pottiaceae. Loài này được (H.A. Crum) H.A. Crum, Steere & L.E. Anderson miêu tả khoa học đầu tiên năm 1964.